# Palmarola

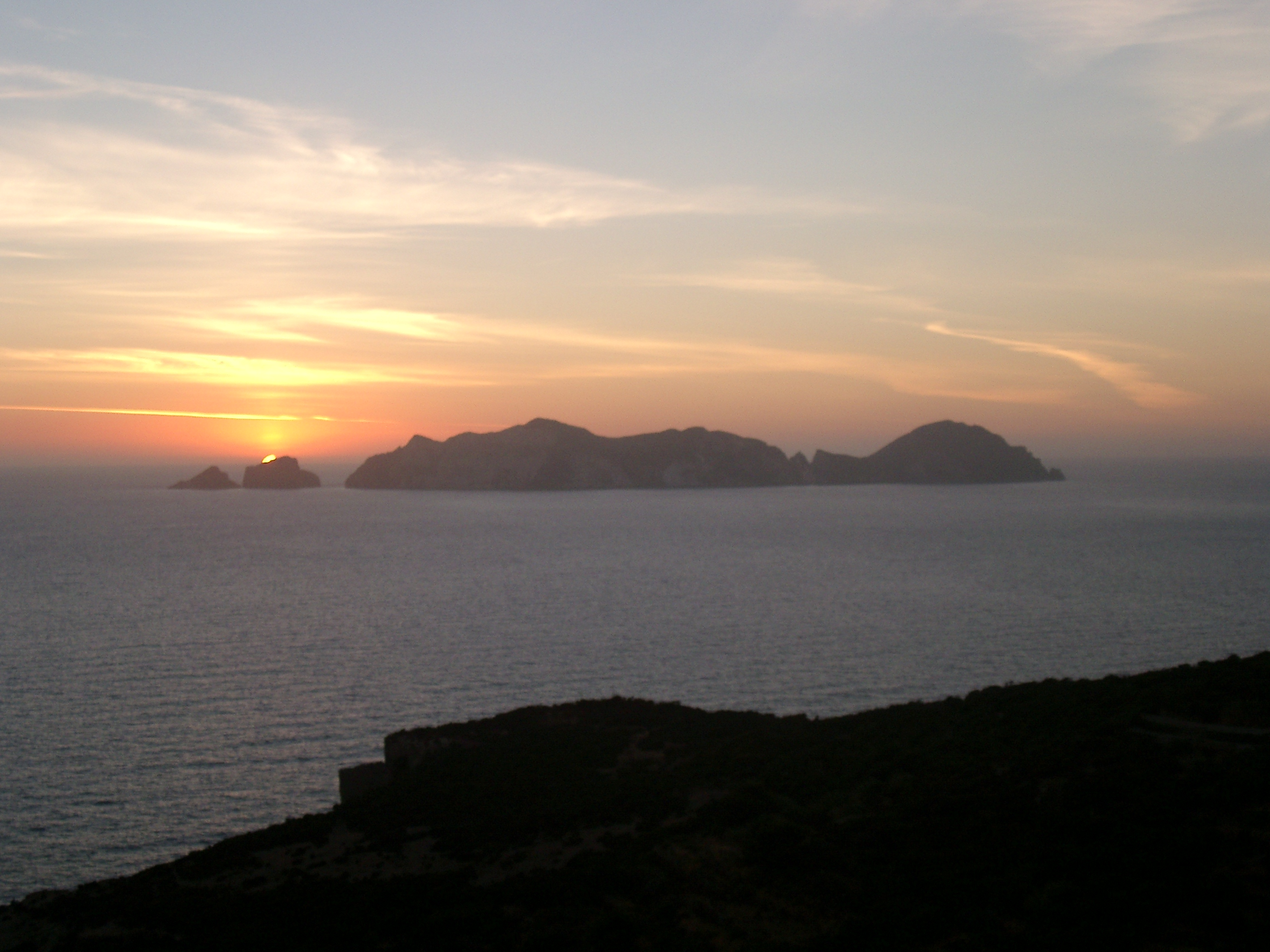
Palmarola vanaf Ponza

Palmarola (Italiaans: Isola di Palmarola) is een Italiaans eiland behorend tot de Pontijnse Archipel. Het eiland ligt tien kilometer ten westen van Ponza en is na dit eiland het grootste van de Pontijnse Eilanden. Palmarola valt onder de gemeente Ponza in de provincie Latina in de regio Lazio.
Het bergachtige eiland is een natuurreservaat en heeft thans slechts één bewoner. Verschillende havens maken aanmeren bij het eiland echter mogelijk, wat in de zomer veel toeristen naar het eiland trekt. Een belangrijke publiekstrekker is de grot Cava Mazzella. Het hoogste punt van het eiland is de 249 meter hoge top van de Monte Guarniere.
Volgens het Liber Pontificalis is in 537 paus Silverius in ballingschap op het eiland gestorven en begraven.